# Grand Prix de l'Âge d'Or
Ne doit pas être confondu avec Prix de l'Âge d’or.
Le Grand Prix de l'Âge d'Or est une compétition de voitures historiques créée en 1964 par Serge Pozzoli, qui se déroule successivement sur le circuit de Rouen-les-Essarts, sur l'autodrome de Linas-Montlhéry, et depuis 2004 sur le circuit de Dijon-Prenois en Côte-d'Or.

## Histoire

### Préambule
C'est en 1964 que Serge Pozzoli et Jacques Potherat, accompagnés de passionnés d'automobiles, créent « Les Coupes de l'Age d'Or » sur le Circuit de Rouen-les-Essarts, un grand rassemblement de voitures de compétition anciennes qui se déroule en ouverture du Grand Prix de l'A.C.F.. Puis en 1968, la manifestation déménage sur l'autodrome de Linas-Montlhéry, avant de changer de nom en 1980 pour devenir le « Grand Prix de l'Âge d'Or ». En 2004, l'Autodrome de l'Essonne perd son homologation pour la compétition et l'événement déménage dans la région de Bourgogne-Franche-Comté sur le circuit de Dijon-Prenois.

### Historique
À la fin des années 1980, Peter Auto, l'organisation d'événementiels automobiles, reprend la manifestation et la renomme Grand Prix de l'Âge d'Or Lanvin, du nom du sponsor principal. En 1994, c'est la société organisatrice Rayon d’action, présidé par Éric Hélaine, qui reprend l'organisation de l'événementiel. Puis en 2014, Patrick Peter reprend à nouveau les commandes du Grand Prix de l'Âge d'Or.

## Éditions

### 1reédition (1964)
La première édition des Coupes de l'Age d'Or se déroulent sur le Circuit de Rouen-les-Essarts en ouverture du Grand Prix de France de Formule 1. 140 voitures sont exposées.

### 5eédition (1968)
L'édition 1968 de la manifestation qui prend de l'ampleur déménage dans le cadre de l'Autodrome de Linas-Montlhéry et de son célèbre anneau de vitesse.

### 50eédition (2014)
Le Grand Prix de l'Âge d'Or fête son cinquantenaire à l'occasion de cette édition, et son dixième anniversaire sur le Circuit de Dijon-Prenois. Cette année est marquée par la reprise de l'événement par les équipes de Peter Auto, l'organisateur de compétitions historiques.

### 55eédition (2019)
Le Grand Prix de l'Âge d'Or se déroule du 7 au 9 juin 2019.

### Édition 2020
L'édition 2020 est annulée en raison de la pandémie de Covid-19.

### 56eédition (2019)
La 56e édition de la manifestation se déroule du 5 au 7 juin 2021, avec une jauge limitée à 1 000 personnes à cause des restrictions gouvernementales liée à la pandémie de Covid-19.